# Kairos (roman)
Pour les articles homonymes, voir Kairos (homonymie).
 (août 2024).
Kairos est un roman de Jenny Erpenbeck publié en 2021.

## Résumé
Le roman se déroule à Berlin-Est à la fin des années 1980. Il raconte la liaison amoureuse entre Hans, la cinquantaine, écrivain marié et Katharina âgée de 19 ans.

## Critique
Le roman est « certainement l'un des romans les plus sincères et les meilleurs sur le déclin de la RDA »  écrit le critique littéraire Peter Mohr dans le quotidien du soir Abendzeitung de Munich.
Erpenbeck n’est « pas une ostalgique » (elle n’a pas la nostalgie de la République démocratique allemande), a écrit Volker Weidermann, mais Kairos traite  de la puissance du «regret et du chagrin de la perte » de la RDA qui s’est effondrée.
C’est « une histoire de perte », et le fait que le livre n’ait été nommé en Allemagne ni pour le Prix du livre allemand ni pour le Prix de la Foire du livre de Leipzig peut aussi être dû au fait que les jurys étaient composés d’Allemands de l’Ouest, lassés du thème de ce roman.
Adam Soboczynski s'est montré beaucoup plus critique dans le journal Die Zeit. S'il apprécie la qualité littéraire du roman, il souligne également la représentation selon lui très déformée de la République fédérale, juxtaposée à une image presque radieuse de la RDA et de son alliée, en particulier, dans la narration d’un voyage à Moscou.

## Personnages
- Hans
- Katharina

## Prix
Pour ce roman, Jenny Erpenbeck est lauréate en 2024 du Prix international Booker. Elle est la première femme allemande à obtenir ce prix.